# Hợp chất của fluor
Hợp chất của fluor gồm các loại dưới đây.

## Các axit

Mô hình phân tử của hydro fluoride.

### Acid không có oxy

#### Acid yếu
Dung dịch của khí hydro fluoride (HF) được gọi là acid hydrofluoric. Acid hydrofluoric là acid yếu nhất trong các acid hydrohalogenic, tuy nhiên nó có thể làm ăn mòn thủy tinh. Vì thế, acid hydrofluoric được dùng để khắc chữ lên thủy tinh.

#### Các siêu axit

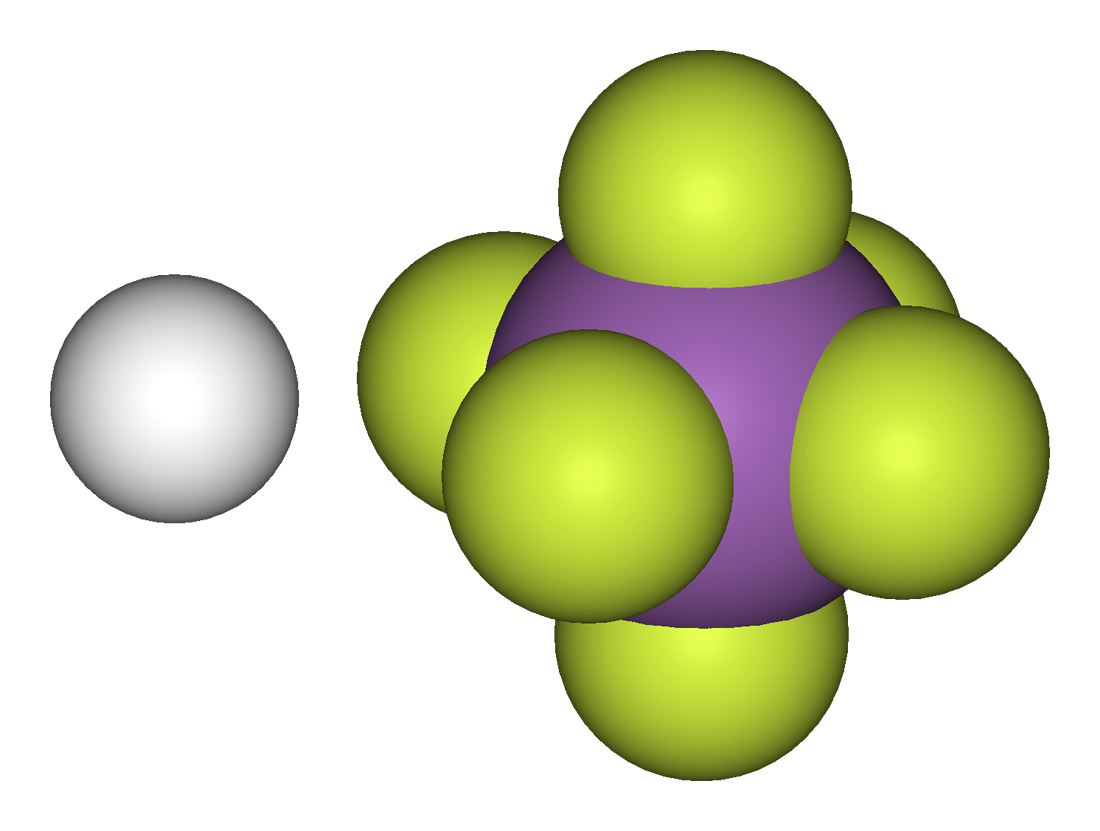
Mô hình phân tử của acid fluoroantimonic

Hỗn hợp của acid hydrofluoric với các hợp chất fluor có hoá trị cao nhất của một số kim loại hay phi kim sẽ tạo ra các siêu acid (tức là acid rất mạnh) ví dụ như acid fluoroantimonic, công thức phân tử là {\displaystyle {\ce {HSbF6}}} hay {\displaystyle {\ce {HF*SbF5}}} là axit mạnh nhất trên thế giới, phá huỷ mọi thứ, trừ nhựa teflon.

### Acid có oxy
Acid hypofluorơ là acid có oxy duy nhất của fluor, có công thức phân tử là {\displaystyle {\ce {HFO}}}.

## Với phi kim

### Với oxi

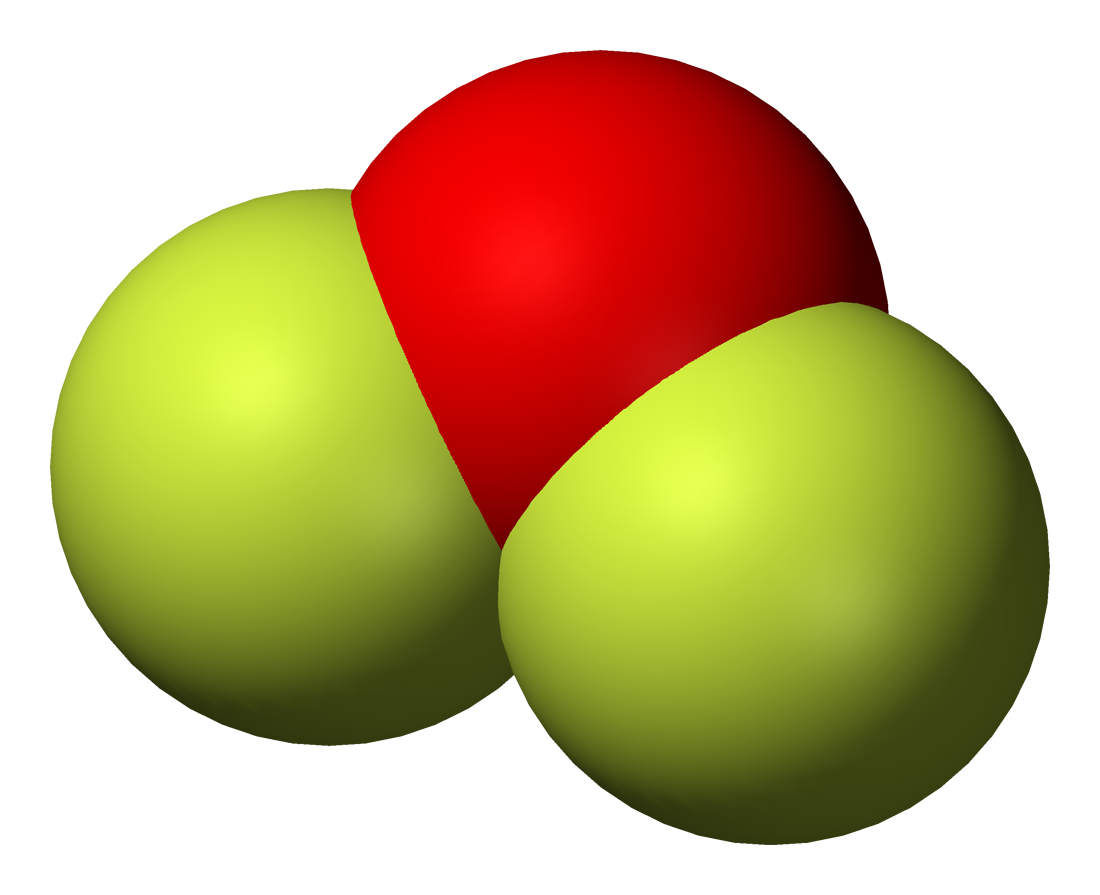
Mô hình phân tử của oxy difluoride

- Oxy difluoride (OF2) là khí không màu, có mùi đặc biệt, rất độc, là chất oxi hoá rất mạnh, tác dụng với hầu hết các kim loại và phi kim để tạo thành oxide và fluoride.
- Dioxy difluoride (O2F2), không bền, dễ bị phân huỷ thành oxy difluoride và oxy ở nhiệt độ phòng.

### Với các phi kim khác

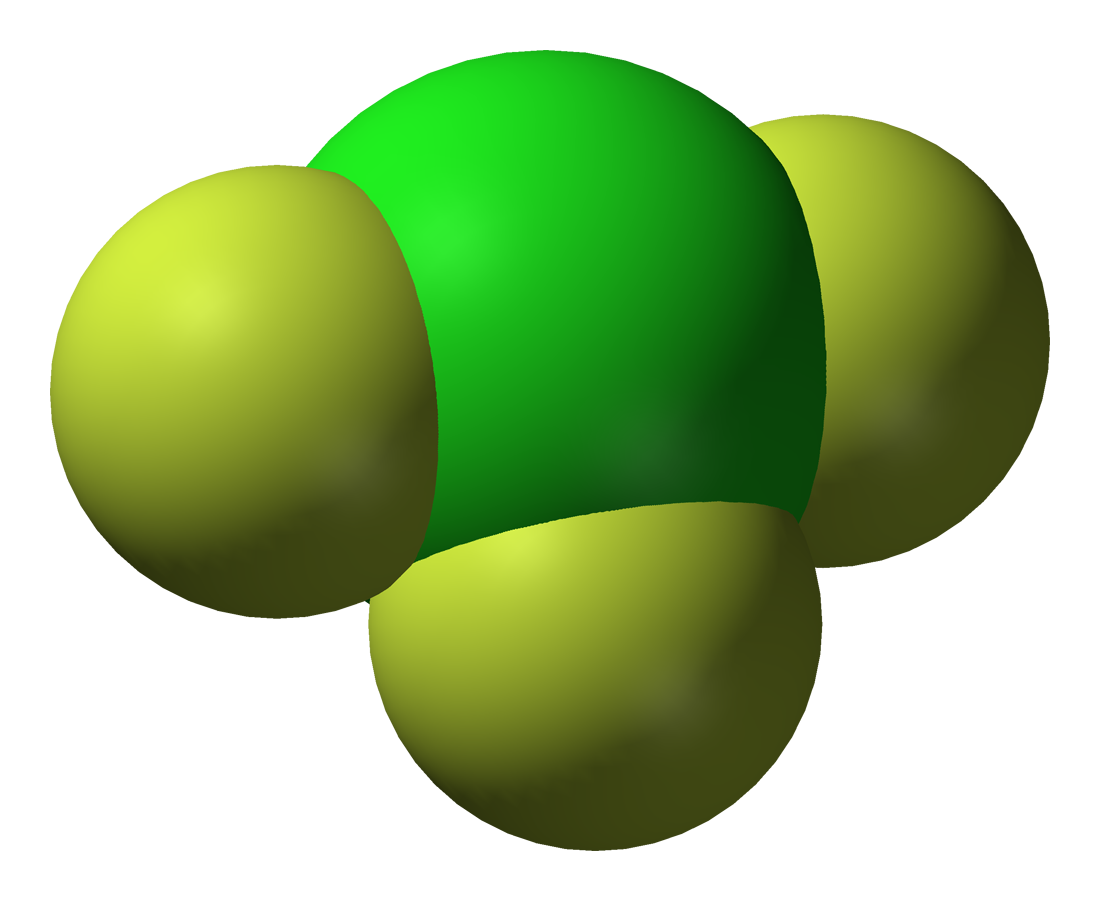
Mô hình phân tử của chlor trifluoride

Hợp chất giữa phi kim và flour rất đa dạng, thường là ở hoá trị cao nhất hoặc gần cao nhất của phi kim đó, thí dụ như lưu huỳnh hexafluoride {\displaystyle {\ce {(SF6)}}}, chlor trifluoride {\displaystyle {\ce {(ClF3)}}}, bor trifluoride {\displaystyle {\ce {(BF3)}}}, phosphor pentafluoride {\displaystyle {\ce {(PF5)}}}, vân vân.

## Với kim loại

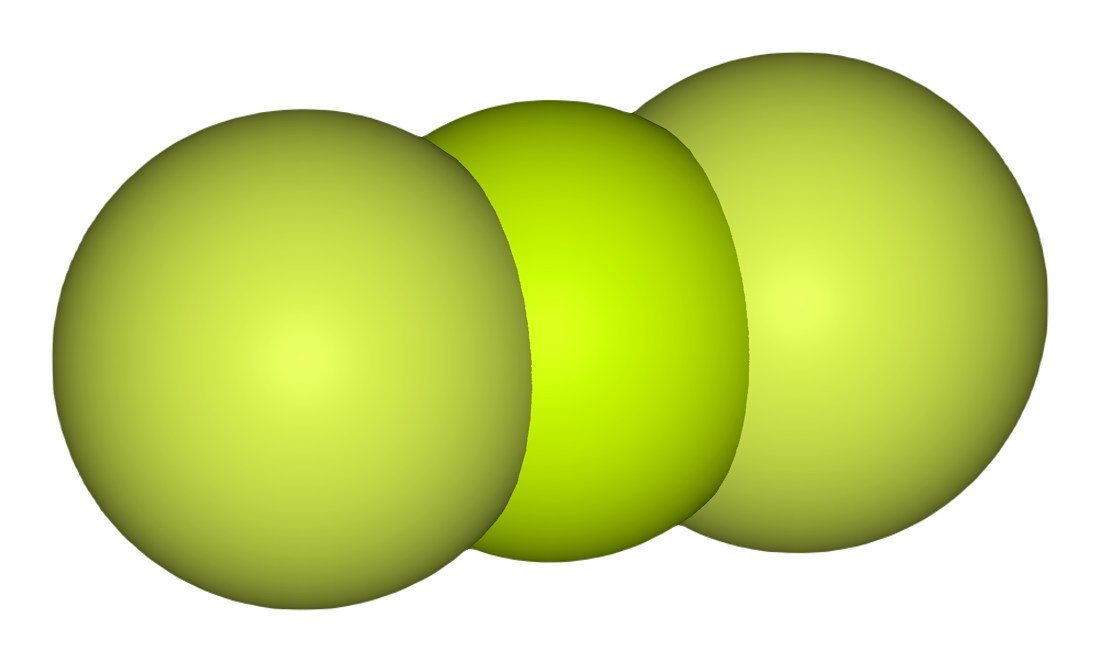
Mô hình phân tử của beryli fluoride

- Các hợp chất của fluor với kim loại được gọi chung là các muối fluoride, như natri fluoride (NaF), kali fluoride (KF), beryli fluoride {\displaystyle {\ce {(BeF2)}}}, sắt(II) fluoride {\displaystyle {\ce {(FeF2)}}}, thủy ngân(I) fluoride {\displaystyle {\ce {(Hg2F2)}}}, vân vân.